# Reklamfilm
Denna artikel handlar om reklamfilm som uttrycksform. Se reklam i TV för ett ekonomiskt och juridiskt perspektiv på reklam i TV.

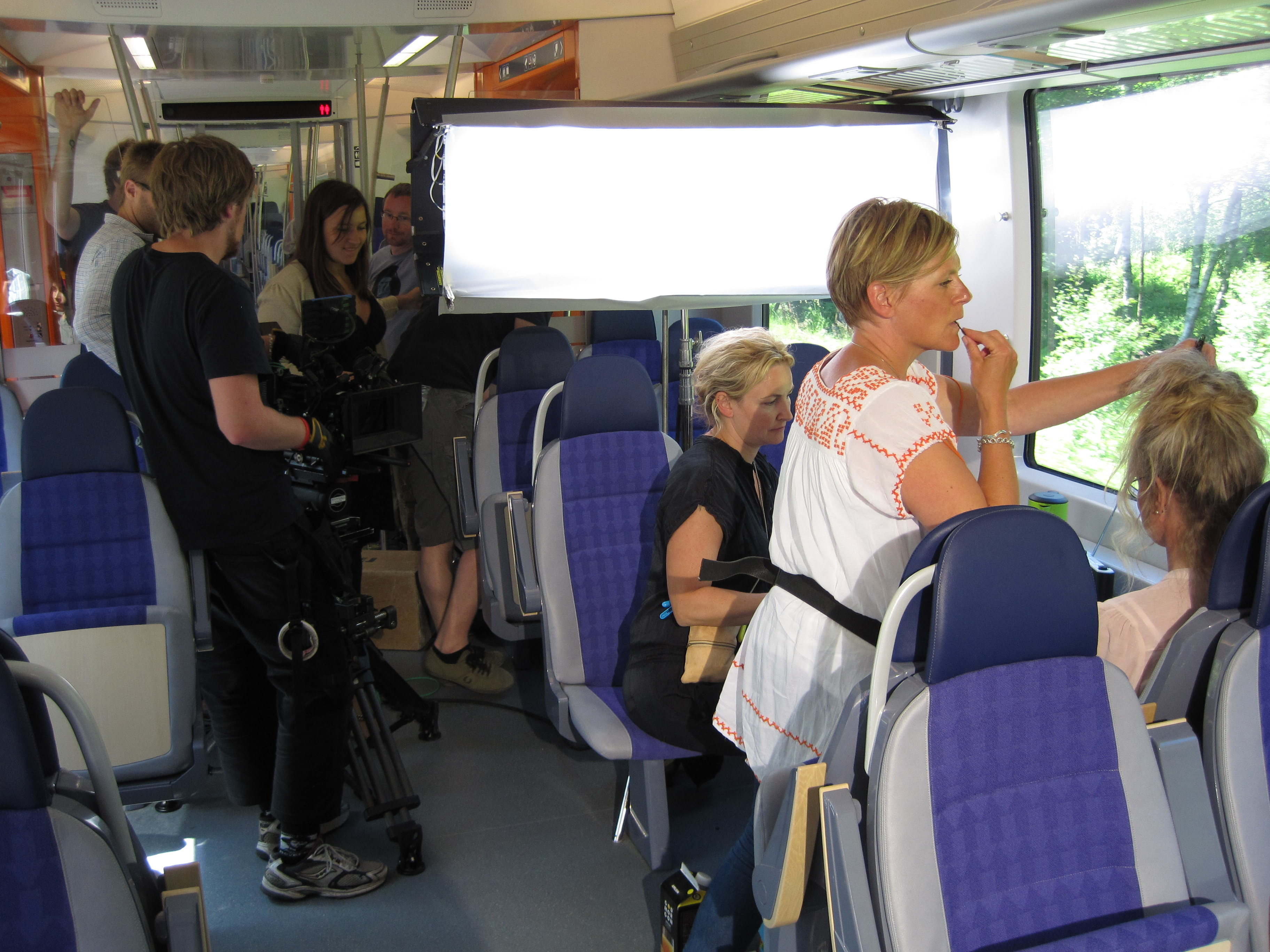
Från inspelningen av en reklamfilm för Pågatågen 2010.

Reklamfilm är reklam i form av inspelad rörlig bild, vanligtvis korta. Reklamfilm förekom först vid visning av biograffilmer från 1910-talet och fram till 1950-talet, då de några minuter långa teklamfilmerna visades innan filmen. Från 1950-talet visades allt fler reklamfilmer i TV, varefter produktionstakten för reklamfilmer blev väldigt hög.
I dag förekommer reklamfilmer i nästan alla kommersiella TV-kanaler. Reklamfilmer kan också utgöra propaganda. När ett företag syns i en reklamfilm kommer tittaren ihåg varumärket och är därför mer benägen välja det framför andra varumärken vid inköp. En kraftigt växande marknad för reklamfilm är publicering på Internet varav Youtube är den största publiceringstjänsten. Reklamfilmer på Internet blir normalt längre än TV-reklamfilmer, för de behöver inte på samma sätt ta hänsyn till kostnaden för publiceringen.[källa behövs]